# Badminton-Europameisterschaft für Behinderte 2018
Die Badminton-Europameisterschaft für Behinderte 2018, offiziell VYV BWF European Para-Badminton Championships 2018, fand vom 31. Oktober bis 4. November 2018 in Rodez im französischen Département Aveyron statt. Der Namenssponsor der Veranstaltung war der französische Sozialversicherer Groupe VYV.

## Medaillengewinner
| Disziplin    | Klasse  | Gold                              | Silber                               | Bronze                                     |
| ------------ | ------- | --------------------------------- | ------------------------------------ | ------------------------------------------ |
| Herreneinzel | SH6     | Jack Shephard                     | Krysten Coombs                       | Fabien Morat                               |
| Herreneinzel | SH6     | Jack Shephard                     | Krysten Coombs                       | Andrew Martin                              |
| Herreneinzel | SL3     | Daniel Bethell                    | Oleksandr Tschyrkow                  | Mathieu Thomas                             |
| Herreneinzel | SL3     | Daniel Bethell                    | Oleksandr Tschyrkow                  | Pascal Wolter                              |
| Herreneinzel | SL4     | Lucas Mazur                       | Rickard Nilsson                      | Tim Haller                                 |
| Herreneinzel | SL4     | Lucas Mazur                       | Rickard Nilsson                      | Oleg Dontsov                               |
| Herreneinzel | SU5     | Bartłomiej Mróz                   | İlker Tuzcu                          | Guillaume Charlot                          |
| Herreneinzel | SU5     | Bartłomiej Mróz                   | İlker Tuzcu                          | Méril Loquette                             |
| Herreneinzel | WH1     | Thomas Wandschneider              | David Toupé                          | Konstantin Afinogenow                      |
| Herreneinzel | WH1     | Thomas Wandschneider              | David Toupé                          | Young-Chin Mi                              |
| Herreneinzel | WH2     | Martin Rooke                      | Amir Levi                            | Rick Hellmann                              |
| Herreneinzel | WH2     | Martin Rooke                      | Amir Levi                            | Thomas Puska                               |
| Dameneinzel  | SH6     | Rachel Choong                     | Rebecca Bedford                      | Maria Bartusz                              |
| Dameneinzel  | SH6     | Rachel Choong                     | Rebecca Bedford                      | Oliwia Szmigiel                            |
| Dameneinzel  | SL3     | Katarzyna Ziębik                  | Caroline Bergeron                    | Catherine Naudin                           |
| Dameneinzel  | SL4     | Helle Sofie Sagøy                 | Faustine Noël                        | Katrin Seibert                             |
| Dameneinzel  | SU5     | Cathrine Rosengren                | Zehra Bağlar                         | Megan Hollander                            |
| Dameneinzel  | SU5     | Cathrine Rosengren                | Zehra Bağlar                         | Beatriz Monteiro                           |
| Dameneinzel  | WH1     | Valeska Knoblauch                 | Karin Suter-Erath                    | Henriett Koósz                             |
| Dameneinzel  | WH1     | Valeska Knoblauch                 | Karin Suter-Erath                    | Man-Kei To                                 |
| Dameneinzel  | WH2     | Emine Seçkin                      | Narin Uluç                           | Marcela Quinteros                          |
| Dameneinzel  | WH2     | Emine Seçkin                      | Narin Uluç                           | Fiona Christie                             |
| Herrendoppel | SH6     | Krysten Coombs Jack Shephard      | Isaak Dalglish Andrew Martin         | Alexander Mekhdiev Fabien Morat            |
| Herrendoppel | SL3-SL4 | Jan-Niklas Pott Pascal Wolter     | Guillaume Gailly Mathieu Thomas      | Antony Forster Colin Leslie                |
| Herrendoppel | SL3-SL4 | Jan-Niklas Pott Pascal Wolter     | Guillaume Gailly Mathieu Thomas      | Daniel Bethell Bobby Griffin               |
| Herrendoppel | SU5     | Bartłomiej Mróz İlker Tuzcu       | Méril Loquette Lucas Mazur           | Mikhail Chiviksin Pablo Serrano            |
| Herrendoppel | SU5     | Bartłomiej Mróz İlker Tuzcu       | Méril Loquette Lucas Mazur           | Oleg Dontsov Pawel Kulikow                 |
| Herrendoppel | WH1-WH2 | Martin Rooke Thomas Wandschneider | Amir Levi David Toupé                | Rick Hellmann Young-Chin Mi                |
| Herrendoppel | WH1-WH2 | Martin Rooke Thomas Wandschneider | Amir Levi David Toupé                | Connor Dua-Harper Ilya Pargeev             |
| Damendoppel  | SH6     | Rebecca Bedford Rachel Choong     | Daria Bujnicka Oliwia Szmigiel       | Irina Borissowa Simone Emilie Meyer Larsen |
| Damendoppel  | SL3-SU5 | Helle Sofie Sagøy Katrin Seibert  | Coraline Bergeron Cathrine Rosengren | Zehra Bağlar Katarzyna Ziębik              |
| Damendoppel  | WH1-WH2 | Cynthia Mathez Karin Suter-Erath  | Emine Seçkin Man-Kei To              | Valeska Knoblauch Elke Rongen              |
| Damendoppel  | WH1-WH2 | Cynthia Mathez Karin Suter-Erath  | Emine Seçkin Man-Kei To              | Heidi Manninen Mirka Seuina Rautakoski     |
| Mixed        | SH6     | Andrew Martin Rachel Choong       | Isaak Dalglish Maria Bartusz         | Robert Laing Rebecca Bedford               |
| Mixed        | SH6     | Andrew Martin Rachel Choong       | Isaak Dalglish Maria Bartusz         | Djordje Koprivica Daria Bujnicka           |
| Mixed        | SL3-SU5 | Lucas Mazur Faustine Noël         | Marcel Adam Katrin Seibert           | Jan-Niklas Pott Helle Sofie Sagøy          |
| Mixed        | SL3-SU5 | Lucas Mazur Faustine Noël         | Marcel Adam Katrin Seibert           | Hugo Saumier Veronique Braud               |
| Mixed        | WH1-WH2 | Amir Levi Nina Gorodetzky         | Konstantin Afinogenow Emine Seçkin   | Jordy Brouwer von Gonzenbach Man-Kei To    |
| Mixed        | WH1-WH2 | Amir Levi Nina Gorodetzky         | Konstantin Afinogenow Emine Seçkin   | Young-Chin Mi Valeska Knoblauch            |

## Medaillenspiegel
| Platz | Land        | Gold | Silber | Bronze | Gesamt |
| ----- | ----------- | ---- | ------ | ------ | ------ |
| 1     | England     | 7,5  | 3,5    | 3      | 14     |
| 2     | Deutschland | 4    | 1      | 8,5    | 13,5   |
| 3     | Polen       | 2,5  | 1,5    | 3      | 7      |
| 4     | Frankreich  | 2    | 6      | 6,5    | 14,5   |
| 5     | Türkei      | 1,5  | 4      | 0,5    | 6      |
| 6     | Norwegen    | 1,5  | 0      | 1      | 3      |
| 7     | Israel      | 1    | 1,5    | 0      | 2,5    |
| 8     | Schweiz     | 1    | 1      | 0      | 2      |
| 9     | Dänemark    | 1    | 0,5    | 0      | 1,5    |
| 10    | Schweden    | 0    | 1      | 0      | 1      |
| 10    | Ukraine     | 0    | 1      | 0      | 1      |
| 12    | Russland    | 0    | 0,5    | 5      | 5,5    |
| 13    | Belgien     | 0    | 0,5    | 1,5    | 2      |
| 14    | Schottland  | 0    | 0      | 2,5    | 2,5    |
| 15    | Finnland    | 0    | 0      | 2      | 2      |
| 16    | Spanien     | 0    | 0      | 1,5    | 1,5    |
| 16    | Niederlande | 0    | 0      | 1,5    | 1,5    |
| 18    | Österreich  | 0    | 0      | 1      | 1      |
| 18    | Portugal    | 0    | 0      | 1      | 1      |
| 20    | Serbien     | 0    | 0      | 0,5    | 0,5    |
| Summe | Summe       | 22   | 22     | 39     | 83     |